# Susanne Sylwan
Susanne Sylwan, född 8 september 1924 i Wien, död 8 december 2013 i Bromma, var en svensk målare och tecknare.
Hon var dotter till kamreren Josef Pollak och Pauline, född Margasinski. Hon studerade vid Otte Skölds målarskola 1946 och för Ragnar Sandberg vid Konsthögskolan i Stockholm 1946–1952 samt under regelbundna studieresor till Frankrike, Italien och Jugoslavien. Tillsammans med Celo Pertot debuterade hon i en utställning på Gallerie Brinken i Stockholm 1954, och samma år medverkade hon i Nationalmuseums utställning Unga tecknare. Hon hade separatutställningar på bland annat Gallerie Tao i Wien, Galleri Färg och Form och Galerie Scandinavia i Stockholm, Lorensbergs konstsalong i Göteborg, Verviers museum, Kulturcentret i Belgrad och Gallerie Creuze i Paris. Hennes konst består av modellstudier och motiv i en prismatisk kubism. Sylwan är representerad vid Moderna museet i Stockholm, Albertina i Wien, Verviers museum, Liège museum och Kragujevac museum.
Hon var gift 1942–1947 med Mark Sylwan. Under senare delen av sitt liv återtog hon sitt flicknamn Pollak.